# Jordbävningen i Vrancea 1940
Jordbävningen i Vrancea 1940 eller Jordbävningen i Bukarest (rumänska: Cutremurul din 1940) inträffade söndagen den 10 november i Rumänien klockan 03:39 AM lokal tid.
Jordbävningens magnitud uppgick till 7.4 eller 7.7 på Richterskalan, med epicentrum i Vranceaområdet, med ett djup på 133 kilometer. Ilie Pintilie, en kommunistledare, dödades då Doftanafängelset, kollapsade under skalvet. 

## Skador
Dess effekter var förödande i centrala och södra Moldavien och Valakiet. Antalet offer uppskattades till 1 000 döda och 4 000 skadade, främst i Moldavien. Eftersom det inträffade samtidigt som andra världskriget, blev det exakta antalet offer inte känt då information censurerades under kriget.
Skalvet kändes i Bukarest, där runt 300 personer dödades, de flesta i  Carltonbyggnaden. Carltonbyggnaden, med 14 våningar och betong, var den högsta byggnaden i hela staden vid den tiden. Många andra byggnader i Bukarest skadades betydligt. Efter jordbävningen utförde allmänna teknikerförbundet i Rumänien en studie om jordbävningars effekter på betongbyggnader. Den viktigaste slutsatsen var att reglerna för beräkning av armerad betongbyggnader, som tagit inspiration från Tyskland, inte tog hänsyn till seismisk aktivitet då Tyskland inte låg i seismiskt område. Nya regler utvecklades, vilka kom att tillämpas på alla byggnader som byggdes under efterkrigstiden.
I Focșani, 100 engelska mil nordöst om Bukarest och epicentrum för skalvet, rapporterades ha lagts i ruiner. Galați, där Tyskland hade en ubåtsbas, drabbades svårt och Giurgiu, viktig oljehamn längs med Donau, drabbades av total förstörelse av offentliga byggnader och fabriker. I Câmpina, en tätbefolkad oljestad, kollapsade husen, rörledningar brast, och brand hotade. Vid det välbevakade Ploieștifältet utbröt bränder, vilka snart dock rapporterades ha släckts.

### Fotnoter
1. ↑  ”Time.com”. Arkiverad från originalet den 12 september 2009. https://web.archive.org/web/20090912010513/http://www.time.com/time/magazine/article/0,9171,777519,00.html. Läst 2 augusti 2011.
2. ↑  Romania Libera - Tragedia de la Blocul Carlton Arkiverad 22 oktober 2010 hämtat från the Wayback Machine.